# Осин, Дмитрий Васильевич

Более ранняя фотография

Осин Дмитрий Васильевич (25 октября 1912 — 22 сентября 1987) — командир 2-го стрелкового батальона 172-го гвардейского полка 57-й гвардейской стрелковой дивизии 8-й гвардейской армии, гвардии капитан, Герой Советского Союза.

## Биография
Родился 25 октября 1912 года в селе Трудовая Солянка ныне Кинель-Черкасского района Самарской области в семье крестьянина, русский.
Окончил 7 классов. До призыва на действительную службу работал в колхозе «Красный прожектор» механизатором.
С 1934 по 1936 годы служил в Красной Армии. Вернулся, окончил курсы шофёров, обзавёлся семьёй, добросовестно трудился на своей земле. Член КПСС с 1943 года.
Прошагал в пехотных сапогах от Подмосковья до Берлина — воевал на Юго-Западном, Донском, 3-м Украинском, 1-м Белорусском фронтах. Фронтовая его жизнь прошла в основном в прославленной 62-й (8-й гвардейской) армии под командованием известного полководца В. И. Чуйкова, отстоявшей Сталинград, штурмовавшей Берлин. Дмитрий Осин участвовал в освобождении Донбасса, Запорожья, Николаева, Одессы, Витебска, Орши, Бобруйска, Польши, в штурме и взятии Берлина.
После увольнения в запас в марте 1947 года майор Осин Д. В. жил и работал в селе Анастасиевке Матвеево-Курганского района (до 1959 — Анастасиевского района) на советской и хозяйственной работе. В 1973 году Дмитрий Васильевич приезжал в гости на свою малую родину, был желанным гостем учащихся и учителей Красногорской школы.
Умер Д. В. Осин 22 сентября 1987 года в селе Анастасиевка в возрасте 75 лет. Там и похоронен.

## Подвиг
Исключительное мужество и геройство проявил командир 2-го стрелкового батальона 172-го гвардейского стрелкового полка 57-й стрелковой дивизии 8-й гвардейской армии гвардии капитан Осин Д. В. в боях с 1 по 3 февраля 1945 года в районе села Альт-Лиммрит (Германия). Батальон Осина окружила группировка противника. Умело расставив силы, лично находясь в боевых порядках, Осин отразил 5 яростных атак противника и, измотав его, перешёл в контратаку, стремительными и смелыми действиями нанёс поражение врагу, продвинулся вперёд, уничтожив до 150 солдат и офицеров противника, захватил в плен 40 солдат и 50 автомашин. Капитан Осин лично уничтожил офицера и 4 солдат в рукопашном бою.
3 февраля 1945 года, получив задачу на форсирование реки Одер, батальон Осина под сильным обстрелом противника и непрерывными налётами его авиации, форсировал реку и захватил плацдарм на левом берегу. Несмотря на неоднократные атаки противника, смог удержать его в течение суток до подхода других частей.
За подвиг, совершённый при форсировании реки Одер, и удержание плацдарма, по представлению Военного Совета 8-й гвардейской армии, Президиум Верховного Совета СССР 24 марта 1945 года присвоил Осину Дмитрию Васильевичу звание Героя Советского Союза.

## Награды и звания
- Звание Герой Советского Союза. Указ Президиума Верховного Совета СССР от 24 марта 1945 года:
  - орден Ленина № 34508,
  - медаль «Золотая Звезда» № 5170.
- Орден Красного Знамени. Приказ Военного совета 8-й гвардейской армии № 248/н от 6 августа 1944 года.
- Орден Красного Знамени. Приказ Военного совета 8-й гвардейской армии № 674/н от 31 мая 1945 года.
- Орден Александра Невского. Приказ Военного совета 8-й гвардейской армии № 219 от 6 мая 1944 года.
- Орден Отечественной войны I степени. Указ Президиума Верховного Совета СССР от 11 марта 1985 года.
- Орден Отечественной войны II степени. Приказ Военного совета 8-й гвардейской армии № 236/н от 12 июня 1944 года.
- Медаль «За отвагу». Приказ Военного совета 1-й гвардейской армии № 015 от 12 апреля 1943 года.
- Медаль «За победу над Германией в Великой Отечественной войне 1941—1945 гг.». Указ Президиума Верховного Совета СССР от 9 мая 1945 года.
- Медаль «За взятие Берлина». Указ Президиума Верховного Совета СССР от 9 июня 1945 года.
- Медаль «За освобождение Варшавы». Указ Президиума Верховного Совета СССР от 9 июня 1945 года.
- Другие медали СССР.

## Память
- Сын Героя — Владимир Дмитриевич, ветеран труда, проживающий в городе Таганроге, предоставил фотографии из своего альбома для размещения в данной статье.
- В селе Красная Горка Кинель-Черкасского района Самарской области установлена мемориальная доска в честь четырёх Героев Советского Союза: М. С. Майдана, В. А. Малышева, Н. А. Маринина и Д. В. Осина — уроженцев села Трудовая Солянка.
- В посёлке Матвеев-Курган на Аллее Славы центральной площади установлена Почётная доска с портретом Героя.